# Татаупа каштановий
Татаупа каштановий (Crypturellus obsoletus) — вид птахів родини тинамових (Tinamidae).

## Поширення
Поширений у північній Венесуелі, Колумбії, Еквадорі, Перу, на півночі та півдні Бразилії, на крайньому північному сході Аргентини, у східній Болівії та на сході Парагваю. Також може траплятися в Уругваї. Мешкає у тропічних і субтропічних вологих низинних і гірських лісах, віддаючи перевагу висотам від 1300 до 2900 м над рівнем моря.

## Опис
Птах завдовжки від 25 до 30 см і вагою від 350 до 550 г. Залежно від підвиду, верхня частина від темно-коричнево-коричневого до яскраво-каштанового забарвлення, а нижня частина, яка зазвичай блідіша за верхню, варіюється від каштанової до світло-вохристої.

## Підвиди
Таксон включає 9 підвидів:
- Crypturellus obsoletus cerviniventris (Sclater & Salvin, 1873) — у північній частині Венесуели
- Crypturellus obsoletus knoxi Phelps Jr, 1976 — у Венесуелі
- Crypturellus obsoletus castaneus (Sclater, 1858) — від Колумбії до Перу
- Crypturellus obsoletus ochraceiventris (Stolzmann, 1926) — ендемік Перу
- Crypturellus obsoletus traylori Blake, 1961 — ендемік на південному сході Перу
- Crypturellus obsoletus punensis (Chubb, 1918 — у Перу та Болівії
- Crypturellus obsoletus griseiventris (Salvadori, 1895) — ендемік Північної Бразилії
- Crypturellus obsoletus hypochraceus (Miranda-Ribeiro, 1938) — ендемік Південної Бразилії
- Crypturellus obsoletus obsoletus (Temminck, 1815) — у Бразилії, Парагваї та на півночі Аргентини.